# Lukare
Lukare, település Szerbiában, a Raškai körzet Novi Pazar községében.

## Népesség
- 1948-ban 850 lakosa volt.
- 1953-ban 940 lakosa volt.
- 1961-ben 968 lakosa volt.
- 1971-ben 838 lakosa volt.
- 1981-ben 782 lakosa volt.
- 1991-ben 745 lakosa volt.
- 2002-ben 489 lakosa volt, melyből 452 bosnyák (92,43%), 36 szerb (7,36%) és 1 ismeretlen nemzetiségű személy.